# Bakonyszentlászló
Bakonyszentlászló è un comune di 1 905 abitanti situato nella contea di Győr-Moson-Sopron, nell'Ungheria nordoccidentale.